# Kepler-16

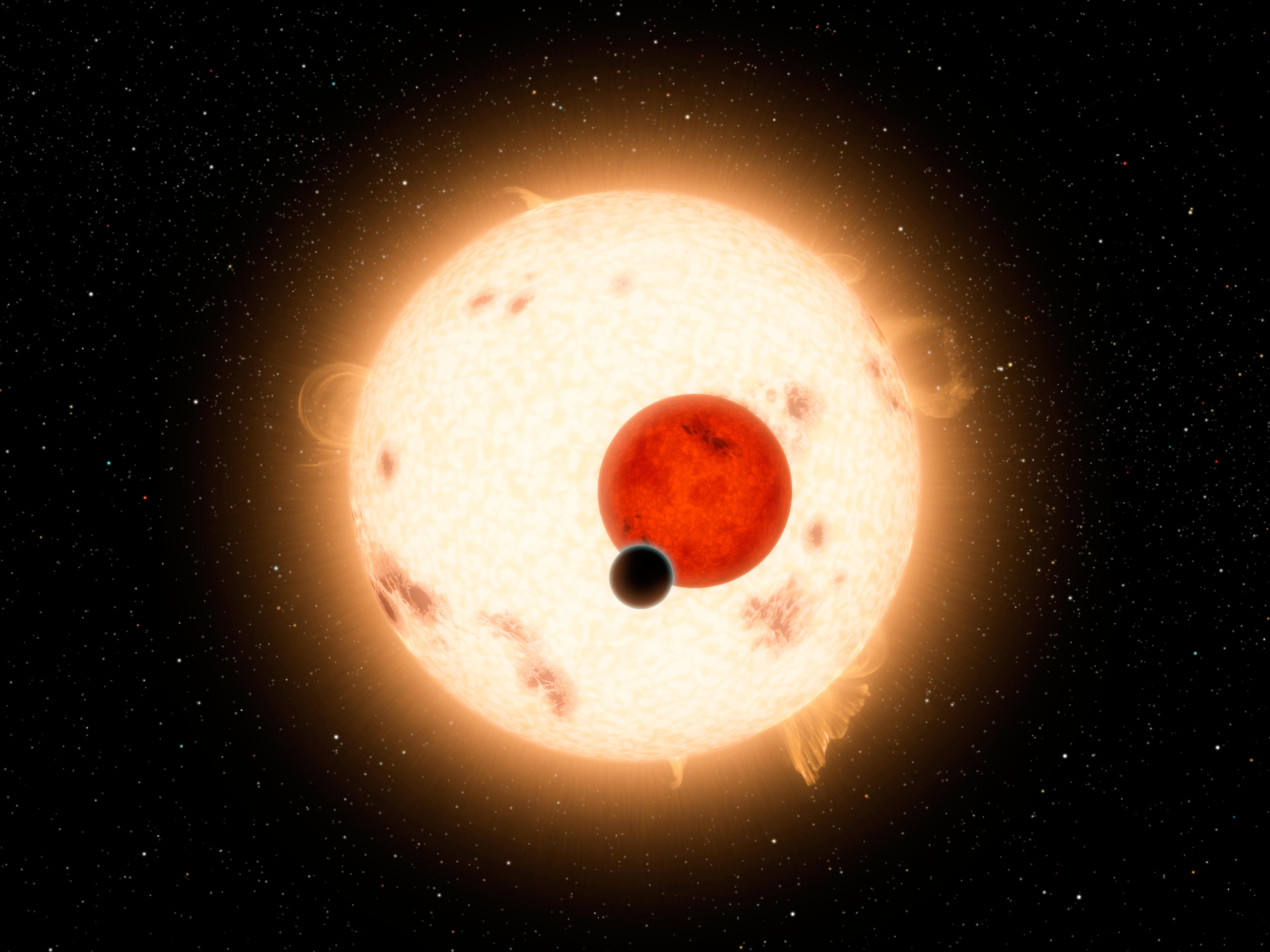
Imagen renderizada por ordenador del sistema. El pequeño círculo negro es el planeta Kepler-16b, orbitando en torno a ambas estrellas.

Kepler-16 es una estrella binaria situada en la constelación de Cygnus. Fue localizada por el telescopio Kepler. El sistema, que dista de la Tierra unos 200 años-luz, consta de una enana naranja, Kepler-16A (de tipo espectral K y con una masa aproximadamente igual al 70% de la masa del Sol) y una enana roja, Kepler-16B (de tipo espectral M, y con una masa de 0.2 soles). Ambas componentes están separadas una distancia de 0.22 UA, y completan la órbita en torno al centro de masas cada 41 días.
Recientemente se descubrió un planeta extrasolar orbitando a este sistema estelar binario: tiene un tamaño muy parecido al de Saturno, y se le denominó Kepler-16b.

## Sistema planetario
Kepler-16b es un gigante gaseoso que orbita a las dos estrellas del sistema Kepler-16. El planeta tiene un tercio de la masa de Júpiter y es algo más pequeño que Saturno (tiene un 75% del tamaño de ese planeta), pero más denso. Kepler-16b completa una órbita cuasi-circular cada 228.776 días.

## Otras lecturas
- Spin-Orbit Alignment for the Circumbinary Planet Host Kepler-16A , Joshua N. Winn et al. 2011

- Datos: Q1190765
- Multimedia: Kepler-16 / Q1190765